# Nyssia alpina
Nyssia alpina là một loài bướm đêm trong họ Geometridae.